# Hugo von Obernitz

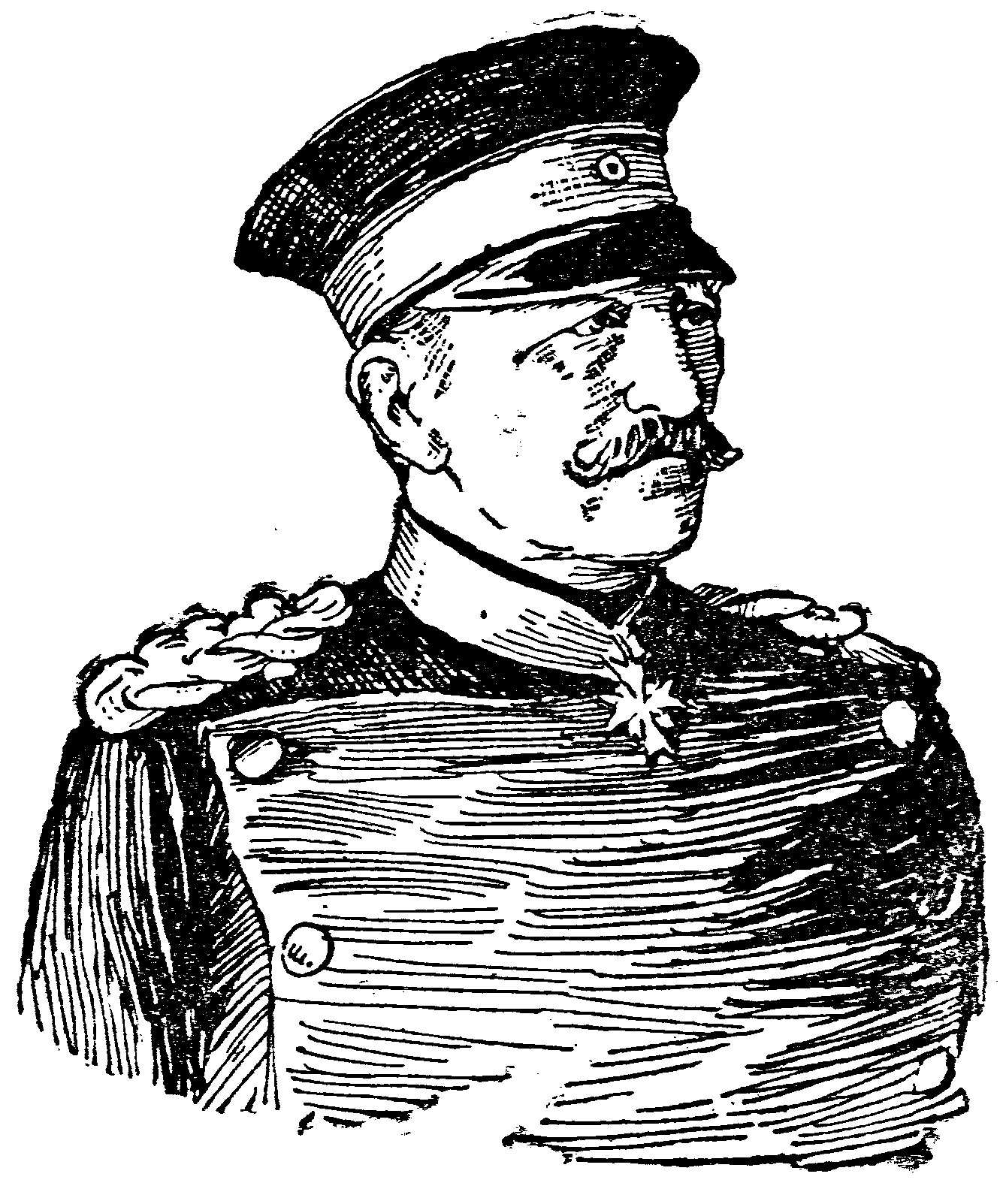
Hugo von Obernitz

Hugo Moritz Anton Heinrich baron von Obernitz (né le 16 avril 1819 à Bischofswerder et mort le 18 septembre 1901 à Honnef) est un général d'infanterie prussien et adjudant général de l'empereur Guillaume Ier.

## Biographie
Hugo est le fils du major prussien Friedrich Karl Moritz von Obernitz (de) (1786–1844) et sa femme Wilhelmine, née Austria (1879–1832).
Après les maisons des cadets de Culm et de Berlin, Obernitz démissionne le 18 août 1836 en tant que sous-lieutenant dans le 4e régiment d'infanterie. En 1852, il devient capitaine et en 1856 major, depuis juin 1861 lieutenant-colonel et à partir du printemps 1863 commandant du régiment de fusiliers de la Garde. Le 6 juin 1865, il est nommé membre de la commission d'études de l'Académie de guerre de Berlin. Pendant la guerre austro-prussienne, il dirige la 1re brigade d'infanterie de la Garde dans la formation de la 2e armée à Soor et Könighof contre les Autrichiens. Dans la bataille décisive de Sadowa le 3 juillet, ses troupes capturent 40 canons et le village de Chlum. Pour cela, Obernitz est décoré de l'ordre Pour le Mérite le 17 septembre 1866 et promu major général le 29 septembre 1866. De 1868 à 1871, il est inspecteur des chasseurs et carabiniers.
Il sert comme commandant de la division de campagne du Wurtemberg pendant la guerre franco-prussienne de 1870/71 dans les batailles de Wörth et dans le 2e corps d'armée sous les ordres du général Eduard von Fransecky lors du siège de Paris. Obernitz reçoit pour ces mérites une dotation de 100 000 thalers. Le 22 octobre 1871, il devient commandant de la 14e division d'infanterie à Düsseldorf. Le 11 juin 1879, il est nommé général commandant du 14e corps d'armée à Karlsruhe, qu'il occupera jusqu'à sa retraite en août 1888. Entre-temps, Obernitz est promu général d'infanterie le 11 juin 1879 et nommé chef du 4e régiment de grenadiers. Le 18 août 1886, il fêta ses cinquante ans de service.

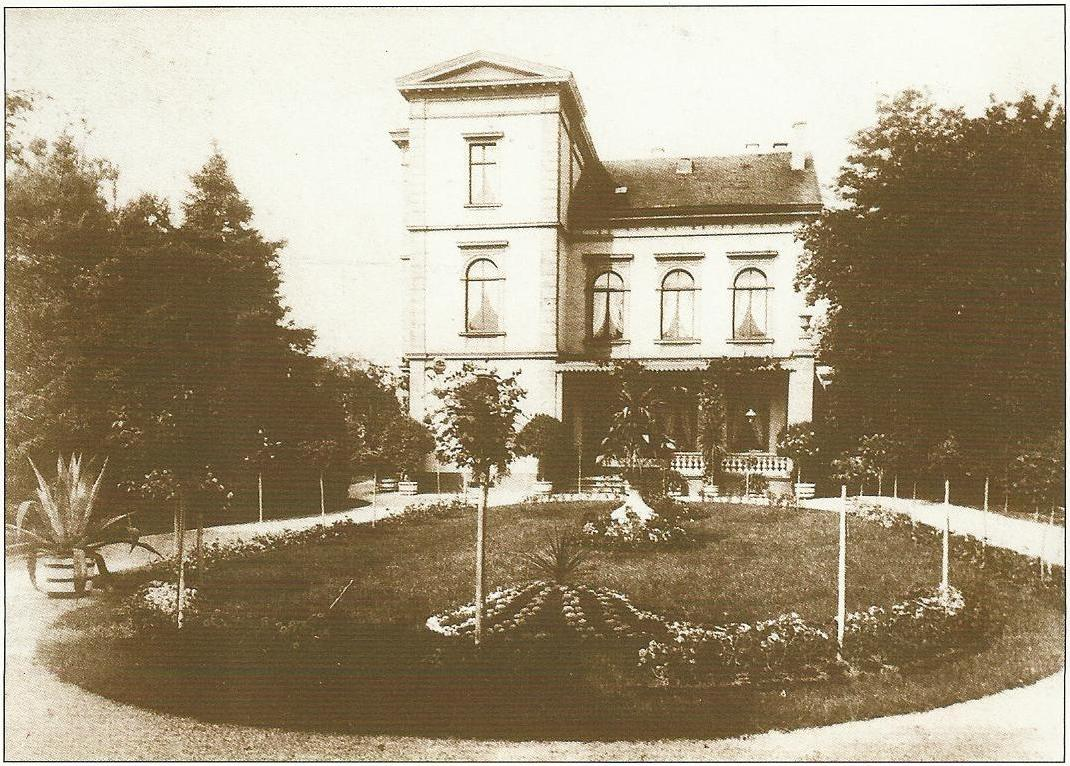
Villa Modersohn vers 1910

Après ses adieux en 1888, lui et sa femme Anna Friederike Ida Bertha, née von Usedom (de) (1839-1913), achètent la villa à Bad Honnef qui a été construite par un M. Vißer entre 1849 et 1851 et est aujourd'hui connue sous le nom de "Villa Modersohn" sur le terrain de la Rheinklinik . La pierre tombale d'Hugo von Obernitz, à qui l'aigle prussien en bronze a été volé en 1988, est encore visible dans l'ancien cimetière de Bad Honnef (de). Il a plusieurs enfants avec sa femme, dont :
- Friedrich Wilhelm Viktor Moritz Ferdinand (né le 29 mars 1860 et mort le 11 juillet 1909), conseiller du gouvernement prussien marié le 26 mai 1891 (divorce le 5 mars 1904) avec Maria von Niesewand (de) (née le 19 septembre 1870)[1]
- Arthur Rudolf Edouard (né le 22 novembre 1873) major prussien marié le 27 avril 1898 avec Hedwig Günther (née le 27 décembre 1876)

## Décorations
- 1868 : Grand-Croix de l'Ordre de Frédéric
- 28 décembre 1870 : Grand-croix de l'Ordre du Mérite militaire du Wurtemberg